# Dulcești
Dulcești est une commune roumaine du județ de Neamț, dans la région historique de Moldavie et dans la région de développement du Nord-Est.

## Géographie
La commune de Dulcești est située dans l'est du județ, sur la rive droite de la vallée de la Moldova, à 15 km au nord-ouest de Roman et à 39 km à l'est de Piatra Neamț, le chef-lieu du județ.
La municipalité est composée des six villages suivants (population en 1992) :
- Brițcani ;
- Cârlig (422) ;
- Corhana (695) ;
- Dulcești (1 089), siège de la municipalité ;
- Poiana ;
- Roșiori (294).

## Histoire
La première mention écrite du village date de 1455.
En 2004, les villages de Ruginoasa et Bozienii de Sus ont quitté la commune pour former la nouvelle commune de Ruginoasa.

## Politique
| Période                                  | Période  | Identité         | Étiquette | Qualité |
| ---------------------------------------- | -------- | ---------------- | --------- | ------- |
| Les données manquantes sont à compléter. |          |                  |           |         |
|                                          | 2012     | Costantin Foltea | PDL       |         |
| 2012                                     | En cours | Mihai Michiu     | PSD       |         |

| Parti | Parti                        | Sièges |
| ----- | ---------------------------- | ------ |
|       | Parti social-démocrate (PSD) | 8      |
|       | Parti national libéral (PNL) | 3      |

## Religions
En 2002, la composition religieuse de la commune était la suivante :
- Chrétiens orthodoxes, 85,81 % ;
- Catholiques romains, 13,41 %.

## Démographie
En 2002, la commune comptait 4 835 Roumains (99,67 %).
| 1994  | 2002  | 2007  |
| ----- | ----- | ----- |
| 5 200 | 4 851 | 2 659 |

## Communications

### Routes
La commune de Dulcești est située sur la route nationale DN15D Piatra Neamț-Roman.

## Lieux et monuments
- Dulcești, petite mosquée Tatlicak[5].

- Dulcești, église Pogarârea Sf. Duh de 1605[6].